# 사단 (중공)
사단(師丹, ? ~ 3년)은 전한 말기의 관료로, 자는 중공(仲公)이며 낭야군 동무현(東武縣) 사람이다.

## 생애
시경을 익히고 광형을 사사하였다. 효렴으로 천거되어 낭(郞)이 되고, 원제 말기에 박사가 되었으나 파면되었다. 성제 건시 연간에 수재로 천거되어 다시 박사로 임용되고, 동평왕의 부(傅)가 되었다. 승상 적방진·어사대부 공광의 천거로 광록대부·승상사직이 되었다. 이후에도 크게 중용되어 몇 달만에 광록대부급사중이 되었고, 소부·광록훈·시중광록대부를 역임하였다. 수화 원년(기원전 8년)에는 다시 광록훈을 지내다가 황태자 유흔의 태자태부가 되었고, 이듬해에 유흔이 즉위하여(애제) 좌장군·영상서사가 되고 관내후에 봉해졌다. 이후 왕망의 뒤를 이어 대사마가 되고 고락후(高樂侯)에 봉해졌고, 한 달 남짓 지나 대사공으로 전임되었다.
건평 원년(기원전 6년), 거북의 등딱지와 조개를 화폐로 쓰던 옛 전통을 따라야 한다는 상주가 조정에 올라왔다. 사단은 찬성하였는데, 나중에 논의한 대신들은 동전을 쓴 지 오래이니 바꾸기가 쉽지 않다며 반대하였다. 늙은 사단은 자기가 했던 말을 잊어버리고 대신들의 의견에 동의하였다.
하루는 속관에게 자신의 상주문을 쓰게 하였는데, 정씨·부씨의 자제들은 속관이 초고를 쓰는 모습을 보고 사단이 기밀을 유지하여야 할 상주문을 누설하였다고 조정에 고발하였고, 대신들의 찬동으로 사건을 심리한 정위는 불경죄로 판결하였다. 박사 신함(申咸)·결흠의 변호에도 불구하고 애제는 사단이 예전에 화폐를 논의할 때 말을 바꾼 것을 함께 책망하며 관작을 박탈하였으나, 사단의 처사를 안타까워하는 목소리가 많다는 상서령 당림의 보고를 받아들여 관내후에 봉하였다.
이듬해, 승상 주박의 진언으로 부씨가 황태태후(皇太太后), 정씨가 제태후(帝太后)의 존호를 받았다. 예전에 동굉이 진언했을 때 부씨·정씨의 존호를 반대했던 사단은 주박·어사대부 조현의 참소로 작위와 영지를 빼앗기고, 서인(庶人)이 되어 고향으로 돌아갔다.
원수 2년(기원전 1년), 애제가 붕어하고 평제가 즉위하였다. 사단은 복권되어 관내후에 봉해졌고, 원시 3년(3년)에 의양후(義陽侯)에 봉해졌으나 한 달 남짓 지나 죽었다. 시호를 절이라 하였다.

## 출전
- 반고, 《한서》
  - 권18 외척은택후표
  - 권19하 백관공경표 下
  - 권86 하무왕가사단전

| 전임 진함 | 전한의 소부 기원전 13년 | 후임 허상 |

| 전임 한훈 | 전한의 광록훈 기원전 13년 ~ 기원전 11년 | 후임 평당 |

| 전임 조현 | 전한의 광록훈 기원전 8년 | 후임 허상 |

| 전임 왕망 | 전한의 대사마 기원전 7년 | 후임 부희 |

| 전임 하무 | 전한의 대사공 기원전 7년 10월 계유일 ~ 기원전 6년 | 후임 주박 |

| 선대 (첫 봉건) | 전한의 고락후 기원전 7년 7월 경오일 ~ 기원전 6년 | 후대 (봉국 폐지) |

| 선대 (첫 봉건) | 전한의 의양후 3년 2월 계사일 ~ 3년 5월 | 후대 아들 사업 |